# South East Combination Women’s Football League
South East Combination Women’s Football League, w skrócie South East Combination - jest trzecią klasą ligową w kobiecej piłce nożnej w Anglii, razem z trzema ligami Combination Leagues - Midland, South West i Northern. Stanowi zaplecze FA Women’s Premier League Southern Division. Do owej rozgrywki ligowej bezpośredni awans uzyskują zespoły z Eastern Region Women’s Football League i London & South East Women’s Football League. Liga powstała w 1998 roku.
W sezonie 2014/2015 South East Combination został włączony do nowo zrestrukturyzowanej FA Women's Premier League jako FA WPL South East Division One.

## Zwycięzcy South East Combination
| Sezon     | Zwycięzca                                                                |
| --------- | ------------------------------------------------------------------------ |
| 1998/1999 | Wembley Mill Hill (zaczynając w połączeniu z Queens Park Rangers L.F.C.) |
| 1999/2000 | Chelsea L.F.C.                                                           |
| 2000/2001 | Fulham L.F.C.                                                            |
| 2001/2002 | Enfield L.F.C.                                                           |
| 2002/2003 | Watford L.F.C.                                                           |
| 2003/2004 | Crystal Palace L.F.C.                                                    |
| 2004/2005 | West Ham United L.F.C.                                                   |
| 2005/2006 | Barnet L.F.C.                                                            |
| 2006/2007 | Colchester United L.F.C.                                                 |
| 2007/2008 | Ipswich Town W.F.C.                                                      |
| 2008/2009 | Luton Town L.F.C.                                                        |
| 2009/2010 | Gillingham L.F.C.                                                        |
| 2010/2011 | Tottenham Hotspur L.F.C.                                                 |
| 2011/2012 | Lewes L.F.C.                                                             |
| 2012/2013 | Chesham United L.F.C.                                                    |
| 2013/2014 | Queens Park Rangers                                                      |